# 若山慎司
若山 慎司（わかやま しんじ、1973年7月15日 - ）は、日本の政治家。自由民主党所属の衆議院議員（1期）。

## 来歴

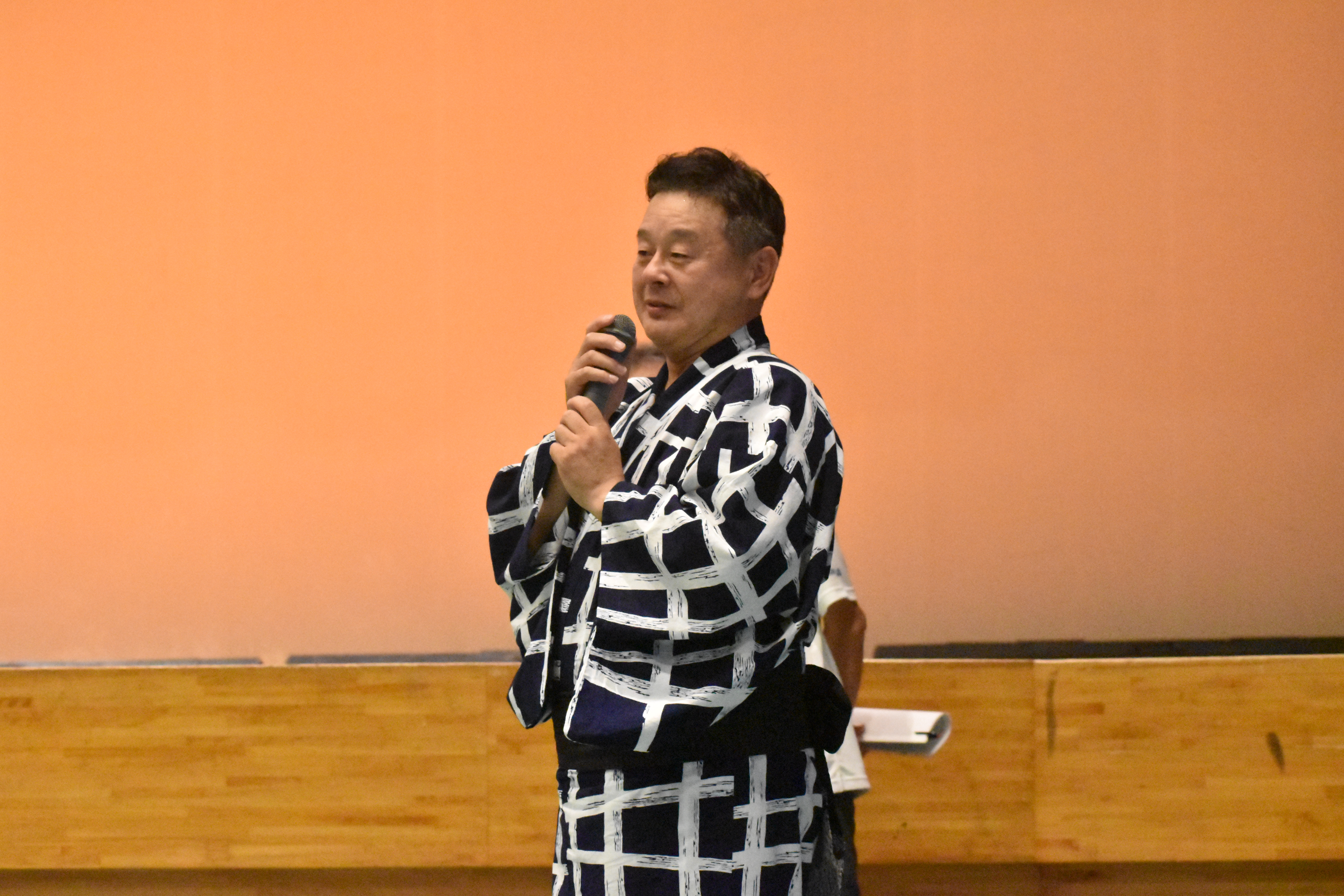
岩倉市の夏祭りにて

岐阜県安八郡神戸町出身。滝中学校・高等学校卒業。1997年、茨城大学在学中に愛知10区の江﨑鐵磨の事務所に入った。同年3月、同大学人文学部社会科学科卒業。私設秘書を経て、政策担当秘書になる。
2024年9月30日、石破茂自民党総裁は、第50回衆議院議員総選挙の日程を「10月15日公示、27日投開票」とすると表明した。それから5日後の10月5日、江﨑が不出馬の意向を固めたことが報じられた。翌6日、自民党愛知県連は後任候補として、若山を選定した。
同年10月27日に行われた衆院選の愛知10区には若山、立憲民主党新人の藤原規眞、日本維新の会現職の杉本和巳の3人が立候補した。一宮市長の中野正康、岩倉市長の久保田桂朗、一宮商工連盟会長の豊島半七は若山を支援した。当日有権者数312,611人の一宮市と、37,959人の岩倉市において、若山は前者でトップの得票数だったが、後者で藤原に大きく離された。藤原が162票の僅差で若山を下し、初当選した。若山は惜敗率99.728%により比例復活で初当選した。杉本も比例復活で5期目の当選を果たした。

## 選挙歴
| 当落 | 選挙                   | 執行日         | 年齢 | 選挙区       | 政党       | 得票数    | 得票率 | 定数 | 得票順位 /候補者数 | 政党内比例順位 /政党当選者数 |
| ---- | ---------------------- | -------------- | ---- | ------------ | ---------- | --------- | ------ | ---- | ------------------ | ---------------------------- |
| 比当 | 第50回衆議院議員総選挙 | 2024年10月27日 | 51   | 愛知県第10区 | 自由民主党 | 5万9529票 | 34.57% | 1    | 2/3                | 1/7                          |